# Ruilhe
Ruilhe ist eine Gemeinde im Norden Portugals.

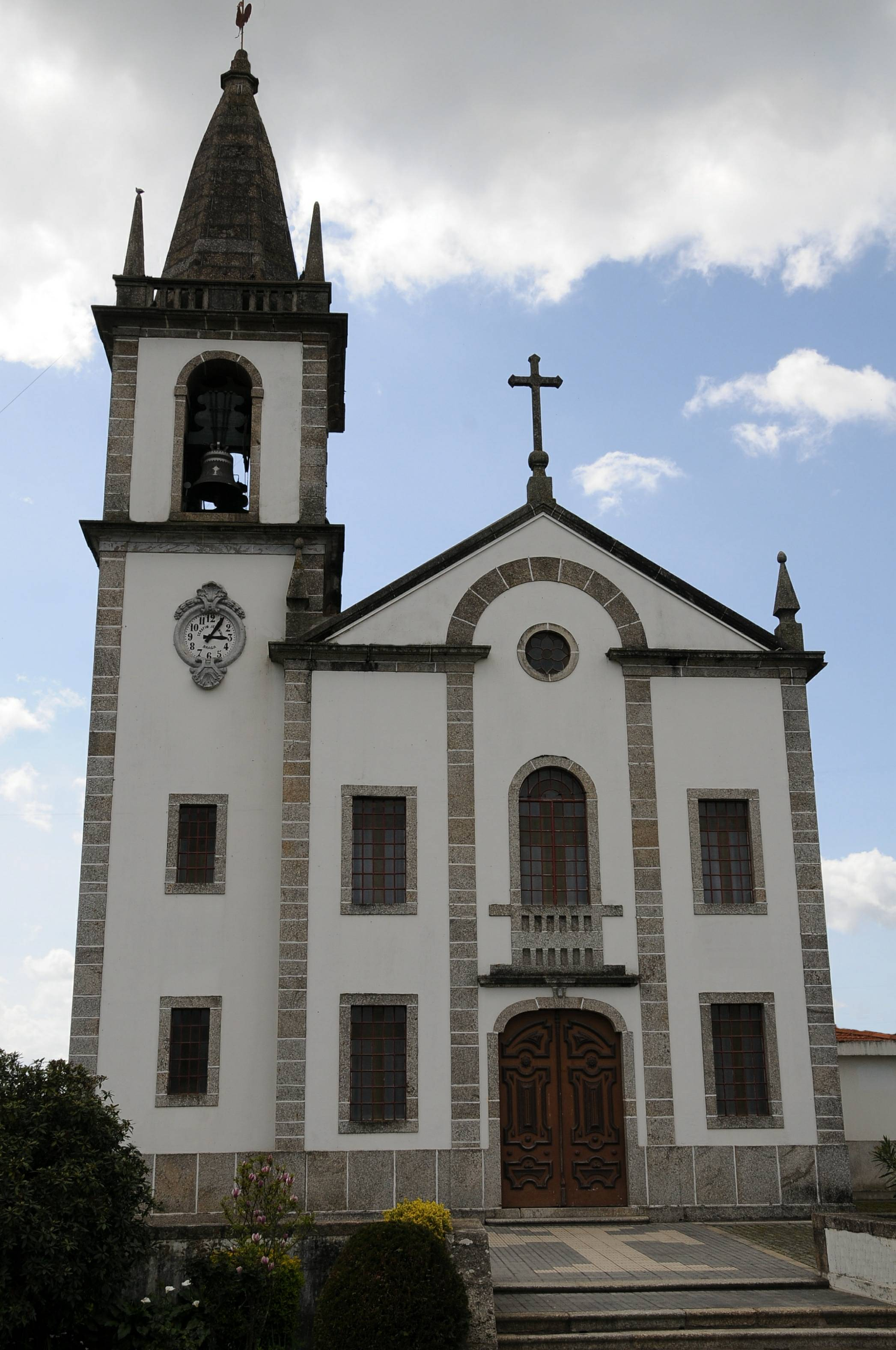
Kirche von Ruilhe

Ruilhe gehört zum Kreis Braga im gleichnamigen Distrikt Braga, besitzt eine Fläche von 2,20 km² und hat 1110 Einwohner (Stand 19. April 2021).